# Abbattimento del C-130 Hercules dell'USAF del 1968
Domenica 12 maggio 1968, un Lockheed C-130B Hercules della United States Air Force venne abbattuto da soldati vietnamiti poco dopo il decollo durante un'evacuazione di rifugiati da Kham Duc, Vietnam. Lo schianto provocò la morte di 155 persone. Al momento dell'accaduto, si trattava del peggior disastro aereo mai avvenuto nella storia dell'aviazione.

## L'aereo
Il velivolo coinvolto era un Lockheed C-130B Hercules, marche 60-0297, numero di serie. Volò per la prima volta nel febbraio del 1961 e venne in seguito consegnato alla United States Air Force che lo assegnò al 774th Expeditionary Airlift Squadron.

## L'abbattimento
L'11 maggio, durante la battaglia di Kham Duc (territorio della moderna contea di Fokschon, provincia di Quang nam), le truppe americane furono bloccate dall'esercito del Vietnam del Nord e dai Viet Cong all'aeroporto di Kham Duc. La mattina del 12 maggio, i vietnamiti riuscirono ad abbattere un Boeing CH-47, i quali detriti bloccarono l'unica pista. Alle 10:00 ora locale, i detriti vennero rimossi, ma a quel punto i Viet Cong erano riusciti a occupare punti chiave intorno all'aeroporto, che permettevano loro di sparare agli aerei in partenza e in arrivo. Tuttavia, in tali condizioni, un Lockheed C-130 Hercules della United States Air Force riuscì ad atterrare e poi a ripartire dall'aeroporto, nonostante i colpi di arma da fuoco che gli forarono alcuni pneumatici. In totale, questo aereo riuscì ad evacuare 145 persone. Gli equipaggi di altri tre C-130, avvicinandosi all'aeroporto, decisero di non atterrare.
Nel pomeriggio, i C-130 ripresero i voli da e per l'aeroporto. Alle 15:25 ora locale, a Kham Duc, un C-130B atterrò con il numero di coda 60-0297. Il comandante era il maggiore Bernard L. Bucher che, nonostante il fuoco nemico, riuscì a far atterrare l'aereo avvicinandosi dal lato sud. I rifugiati vietnamiti, principalmente donne e bambini, si imbarcarono sull'aereo, cercando di salvarsi. In totale c'erano 155 persone a bordo: 149 rifugiati e 6 membri dell'equipaggio (secondo altre fonti sono 150 rifugiati e 5 membri dell'equipaggio). Dopo che il C-130 fu caricato, il comandante decise di decollare verso nord, non sapendo che le principali forze dell'esercito vietnamita si concentravano in quell'area. Verso le 16:00 ora locale, l'aereo si staccò dalla pista e iniziò a salire. Pochi secondi dopo, si trovò sotto fuoco nemico. I piloti persero il controllo, il velivolo cominciò a scendere e si schiantò a terra. Tutte le 155 persone a bordo morirono.
L'equipaggio di un altro C-130, al comando del tenente colonnello William Boyle, dopo aver visto lo schianto dell'aereo di Bucher, decise di decollare in direzione sud-ovest. Nonostante anche questo venne colpito, il danno non fu così critico e il C-130 riuscì ad allontanarsi.